# NRP Sagres
El  NRP Sagres , també conegut com a  Sagres III  és el principal vaixell escola de la Marina Portuguesa, és també el vaixell d'aquesta Marina més famós internacionalment. Té com a missió bàsica permetre l'ensinistrament i el contacte amb la vida a la mar als alumnes de l'Escola Naval, futurs oficials de la Marina Portuguesa. Com a missió complementària el NRP Sagres (III) és usat en la representació nacional i internacional de la Marina i de Portugal.

## Història

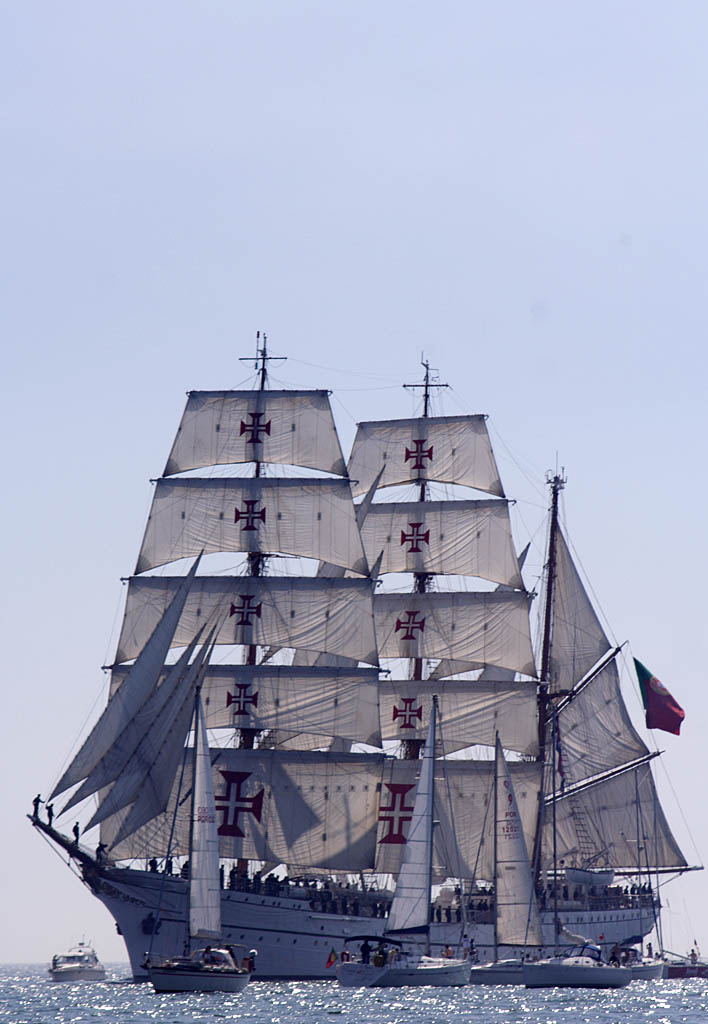
NRP Sagres.

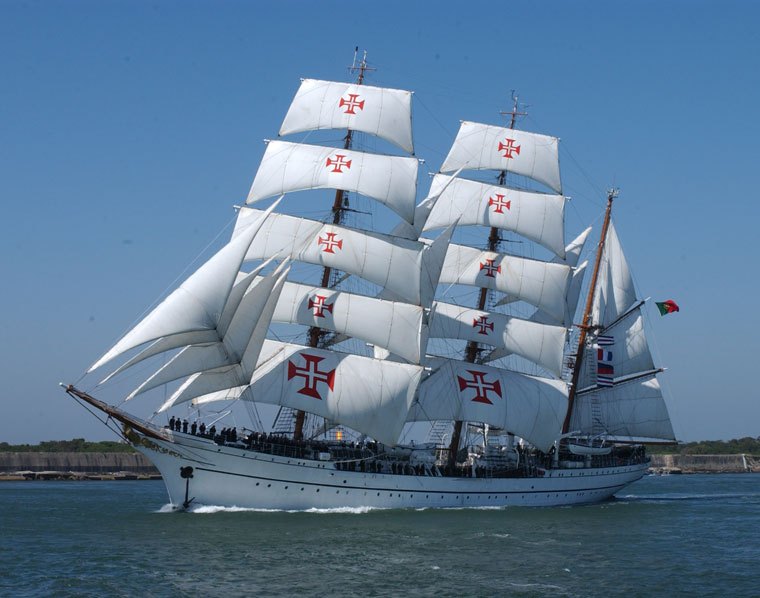
NRP Sagres

L'actual vaixell-escola Sagres és el tercer vaixell amb aquest nom en exercir funcions d'instrucció nàutica a la Marina Portuguesa. Va ser construït en drassanes d'Hamburg a 1937, com a vaixell-escola de la Kriegsmarine, batejat com  Albert Leo Schlageter . Al final de la II Guerra Mundial, el vaixell va ser capturat per les forces dels Estats Units, i el 1948 cedit a l'Armada Brasilera. Al Brasil va ser batejat com  Guanabara , servint com a vaixell-escola fins a 1961, data en què va ser adquirit per Portugal per a ser usat en substitució del llavors NRP Sagres II (ex-Rickman Rickmers). El vaixell va rebre el mateix nom del seu antecessor, entrant al servei de la Marina Portuguesa el 8 de febrer de 1962.
De vegades, el N.R.P. Sagres (III) és erròniament nomenat com Sagres II (ex-Rickman Rickmers), ja que aquest és el tercer vaixell escola amb el mateix nom. En realitat, el primer va ser una corbeta de fusta, construïda el 1858 a Anglaterra. Fondejada al riu Duero va servir com vaixell escola per a alumnes mariners, entre 1882 i 1898.